# Helmcken Falls
Helmcken Falls ist ein Wasserfall des Murtle River im Wells Gray Provincial Park. Kurz bevor der Fluss in den Clearwater River mündet, fällt er vom Murtle-Plateau 141 m in die Tiefe. Somit ist dieser Wasserfall im südöstlichen British Columbia der vierthöchste in Kanada.
Sedimente magmatischen Gesteins bildeten einst Schicht für Schicht das Murtle-Plateau. Es wurde in der letzten Eiszeit überflutet, und so entstanden die schroffen Wände am Ufer des Murtle River.
Der Schutz des Wasserfalls war einer der Hauptgründe für die Entstehung des teils bewaldeten, von Bären bewohnten Naturparks. Ein weiterer Grund für die Parkgründung, also gegen die Besiedelung, sind die vulkanischen Aktivitäten in dieser ausgedehnten, etwa 5000 Quadratkilometer großen Wildnis inmitten des Wells-Gray-Clearwater-Vulkanfelds.
Benannt wurde der Wasserfall nach dem deutschstämmigen Arzt John Sebastian Helmcken, der im Auftrage der Hudson’s Bay Company in British Columbia tätig war und mithalf, das Land der kanadischen Konföderation anzugliedern. Helmcken selbst bekam den Wasserfall nie zu Gesicht.